# Авире-Ленже
Авире́-Ленже́ (фр. Avirey-Lingey) — коммуна во Франции, находится в регионе Шампань — Арденны. Департамент — Об. Входит в состав кантона Рисе. Округ коммуны — Труа.
Код INSEE коммуны — 10022.
Коммуна расположена приблизительно в 175 км к юго-востоку от Парижа, в 105 км южнее Шалон-ан-Шампани, в 35 км к юго-востоку от Труа.

## Население
Население коммуны на 2020 год составляло 200 человека.
| 1962 | 1968 | 1975 | 1982 | 1990 | 1999 | 2008 | 2020 |
| ---- | ---- | ---- | ---- | ---- | ---- | ---- | ---- |
| 238  | 260  | 212  | 225  | 198  | 210  | 223  | 200  |

## Администрация
| Период | Период | Фамилия      | Партия | Примечания |
| ------ | ------ | ------------ | ------ | ---------- |
| 2001   | 2008   | Серж Матьё   |        |            |
| 2008   |        | Магали Ребур |        |            |

## Экономика
В 2007 году среди 140 человек в трудоспособном возрасте (15—64 лет) 124 были экономически активными, 16 — неактивными (показатель активности — 88,6 %, в 1999 году было 76,2 %). Из 124 активных работали 121 человек (65 мужчин и 56 женщин), безработных было 3 (1 мужчина и 2 женщины). Среди 16 неактивных 4 человека были учениками или студентами, 5 — пенсионерами, 7 были неактивными по другим причинам.

## Достопримечательности
- Церковь Сен-Фаль[фр.] (XVI век). Памятник истории с 1925 года[3]
- Часовня Сент-Женевьев. Часовня была уничтожена пожаром в 1722 году. Восстановлена в 1726 и 1760 годах[4]

## Фотогалерея

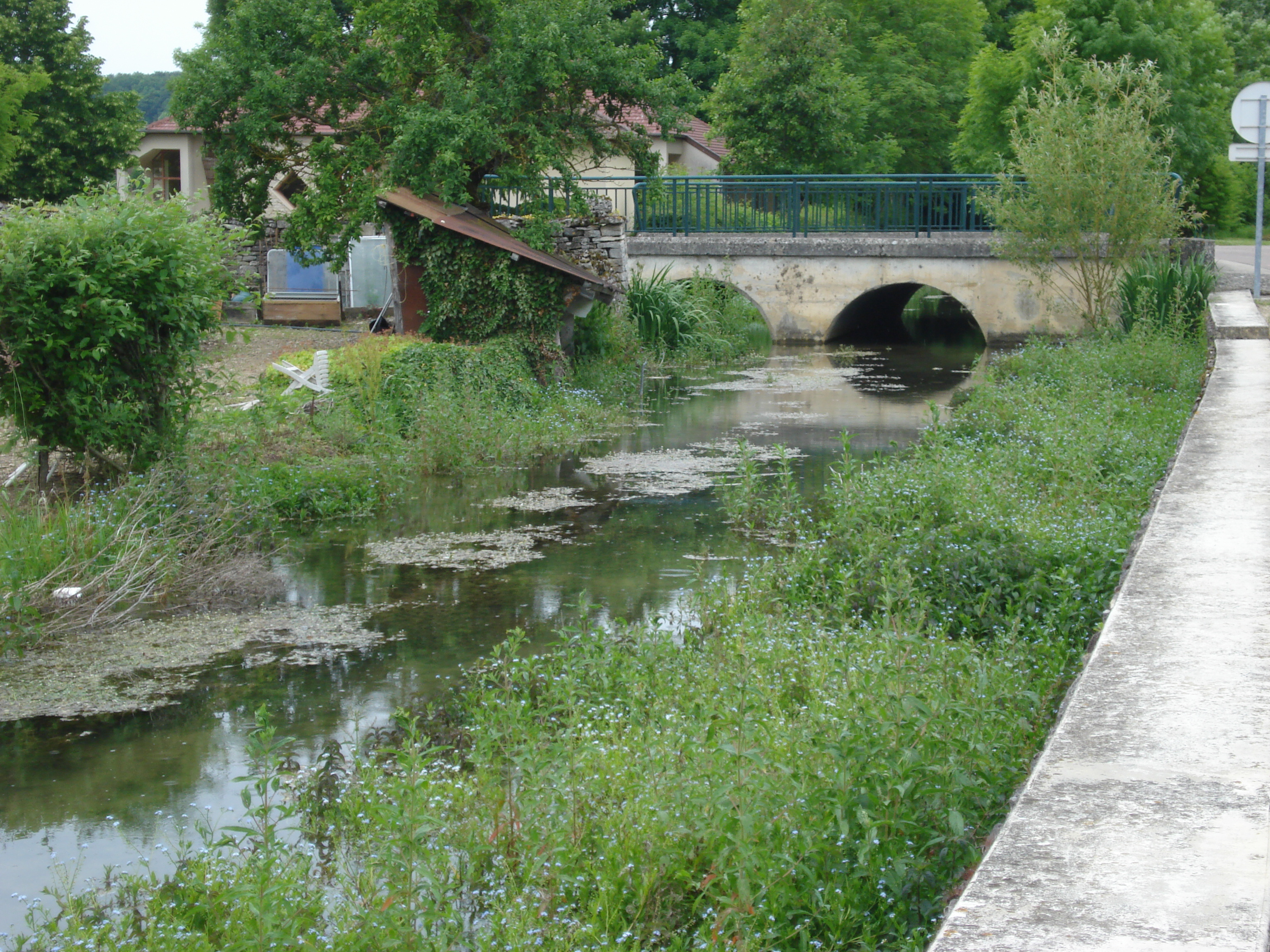
Мост через реку Сарс[фр.]
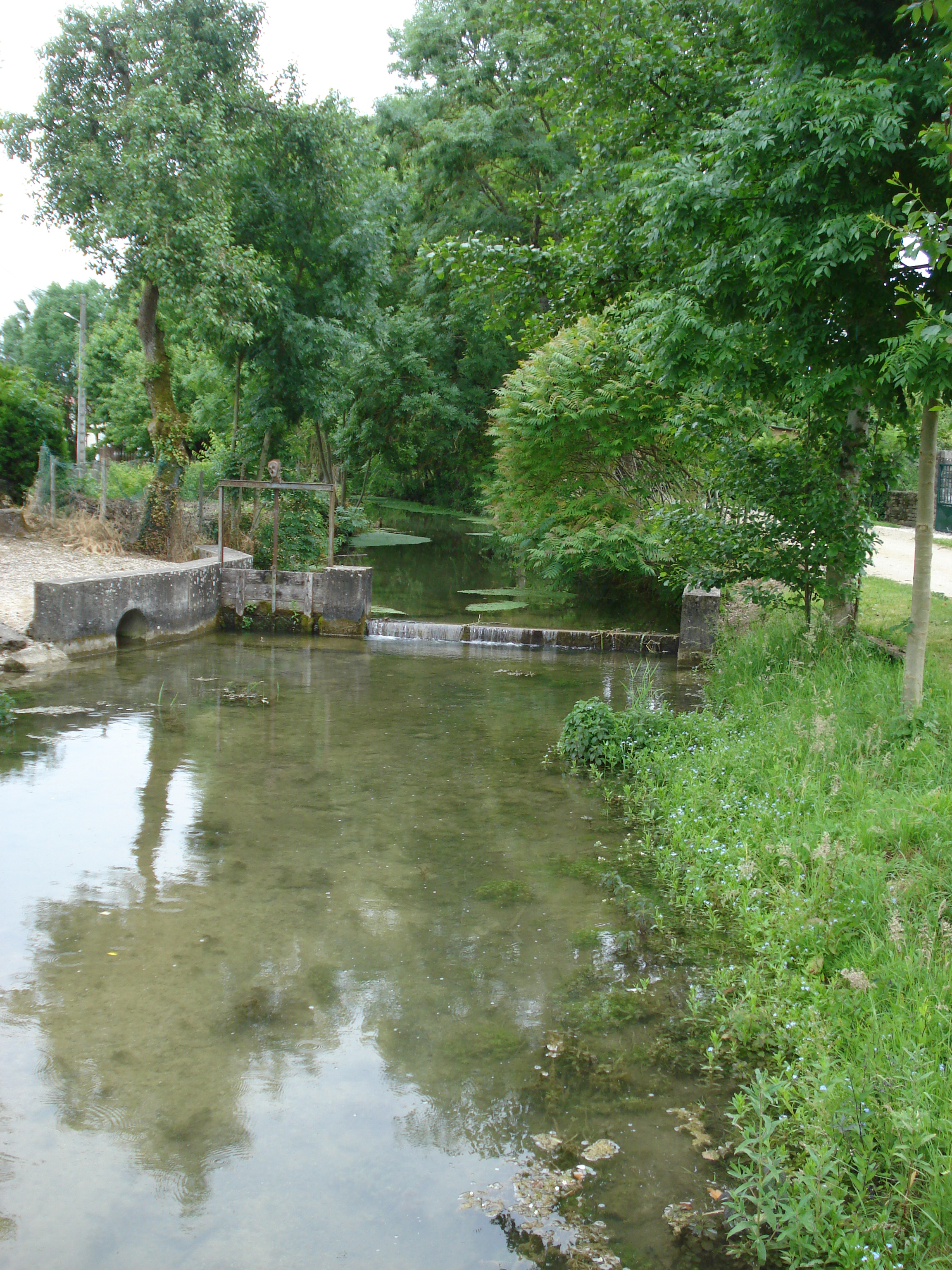
Река Сарс
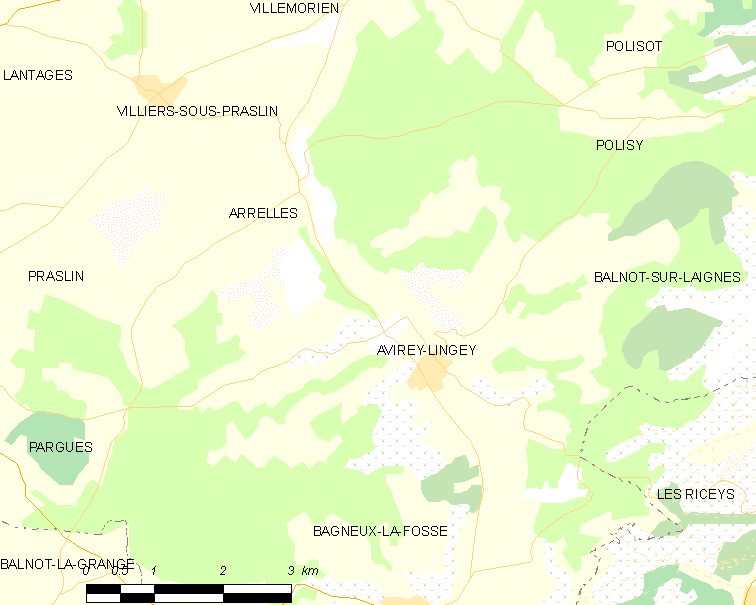
Карта коммуны